# Șevcenkove, Mala Vîska
Șevcenkove (în ucraineană Шевченкове) este un sat în comuna Pletenîi Tașlîk din raionul Mala Vîska, regiunea Kirovohrad, Ucraina.

## Demografie
Componența lingvistică a localității Șevcenkove
     Ucraineană (95,16%)
     Rusă (2,42%)
     Română (1,61%)
     Alte limbi (0,81%)
Conform recensământului din 2001, majoritatea populației localității Șevcenkove era vorbitoare de ucraineană (95,16%), existând în minoritate și vorbitori de rusă (2,42%) și română (1,61%).